# Bruno Theek
Bruno Theek (* 20. Mai 1891 in Berlin-Wedding; † 22. März 1990 in Ludwigslust) war ein deutscher Pfarrer und Schriftsteller, der als Friedenspfarrer und „roter Pfaffe“ bekannt war.

## Leben
Nach dem Abitur am Humboldt-Gymnasium in Berlin studierte Bruno Theek Medizin und Theologie. Im Januar 1915 unterbrach die Einberufung zum Militär sein Studium, aber eine schwere Erkältung bewahrte ihm vor einer aktiven Teilnahme. Während er sich deshalb auf Kur in Schlesien befand, bestand Theek im gleichen Jahr das erste theologische Examen. Noch im November wurde er als „garnisonsverwendungsfähig mit Rentenanspruch“ vom Militär entlassen. Die zweite theologische Prüfung schloss er 1917 ab und wurde Vikar in Treuenbrietzen. Bruno Theek arbeitete anschließend als Pfarrer in brandenburgischen Dorfgemeinden und als Hilfsprediger in Berlin-Neukölln. Von 1918 bis 1920 war er Pastor in Sauen, wo er auch das Mittelschulrektor-Examen ablegte.
Im Jahr 1920 schied Theek selbstbestimmt aus seinem theologischen Amt aus und nahm stattdessen eine Stelle im neuen Wohlfahrts- und Jugendamt der Stadt Berlin an. Seine Erfahrungen und Beobachtung aus dieser Tätigkeit schrieb er in dem Buch SOS – Jugend am Kreuz nieder. Er publizierte auch in der Weltbühne.
Zwischen 1930 und 1931 musste Theek alle politischen Ämter wegen schwerer Erkrankung niederlegen. Zur Heilung befand er sich deshalb auf Kuren im Ausland, zuletzt in Italien. Nachdem Theek wieder nach Deutschland einreisen musste, ging er nach Schwerin, um seine Familie nicht in Gefahr zu bringen. Dort konnte er jedoch keine Arbeit finden und so forschte Theek in der Landesbibliothek. Nachdem er nur knapp einer Verhaftung durch die Gestapo entging, floh Bruno Theek nach Rostock. Dort hielt er engen Kontakt zu antifaschistischen Gruppen. 1935 wurde er als Teil einer Gruppe von vier religiösen Sozialisten (neben Theek Karl Kleinschmidt, Aurel von Jüchen und Heinrich Schwartze) in den Dienst der Evangelisch-Lutherischen Landeskirche Mecklenburgs unter dem deutschchristlichen Landesbischof Walther Schultz übernommen. Er war zunächst kurzzeitig Vikar in Hohen Wangelin, seit dem 17. Oktober 1935 Pastor in Kieth (Dobbin-Linstow), 1938 Pastor in Satow und ab 1939 Pastor an der Stadtkirche Ludwigslust.
Am 2. Oktober 1941 wurde Theek verhaftet und ins Hauptquartier der SS nach Schwerin transportiert. Im Dezember wurde er ins KZ Dachau überführt und bis zum Ende des Krieges festgehalten. Theek überlebte. Er kehrte kurzfristig ins politische Leben zurück: als Bürgermeister von Ludwigslust im Jahr 1945. Mit Karl Kleinschmidt und Willi Bredel baute er den Kulturbund in Mecklenburg auf. Bis 1955 war Theek Pfarrer der Stadtkirche Ludwigslust.
Theek unterschrieb zusammen mit Werner Sander, Karl Fischer und Ernst Lewek einen Aufruf „An alle, die Gott vertrauen!“ gegen die Wiederbewaffnung der Bundesrepublik Deutschland.
Theek war Vater der Schauspielerin Ingeborg Theek und der Onkel des Chefredakteurs der Weltbühne in den 1980er Jahren, Peter Theek. Er hatte fünf weitere Töchter.

### Politisches
1911 trat Theek zwanzigjährig der SPD bei. Nach Ausbruch des Ersten Weltkrieges schloss er sich 1917 der USPD an, wechselte 1922 wieder zur SPD zurück. 1933 wurde er Mitglied der NSDAP, aus der er 1937 ausgeschlossen wurde. Von 1946 bis 1951 war er Mitglied der SED. Bei der Parteiüberprüfung 1951 wurde seine SED-Mitgliedschaft gestrichen. Eine Begründung der Streichung ist nicht bekannt.

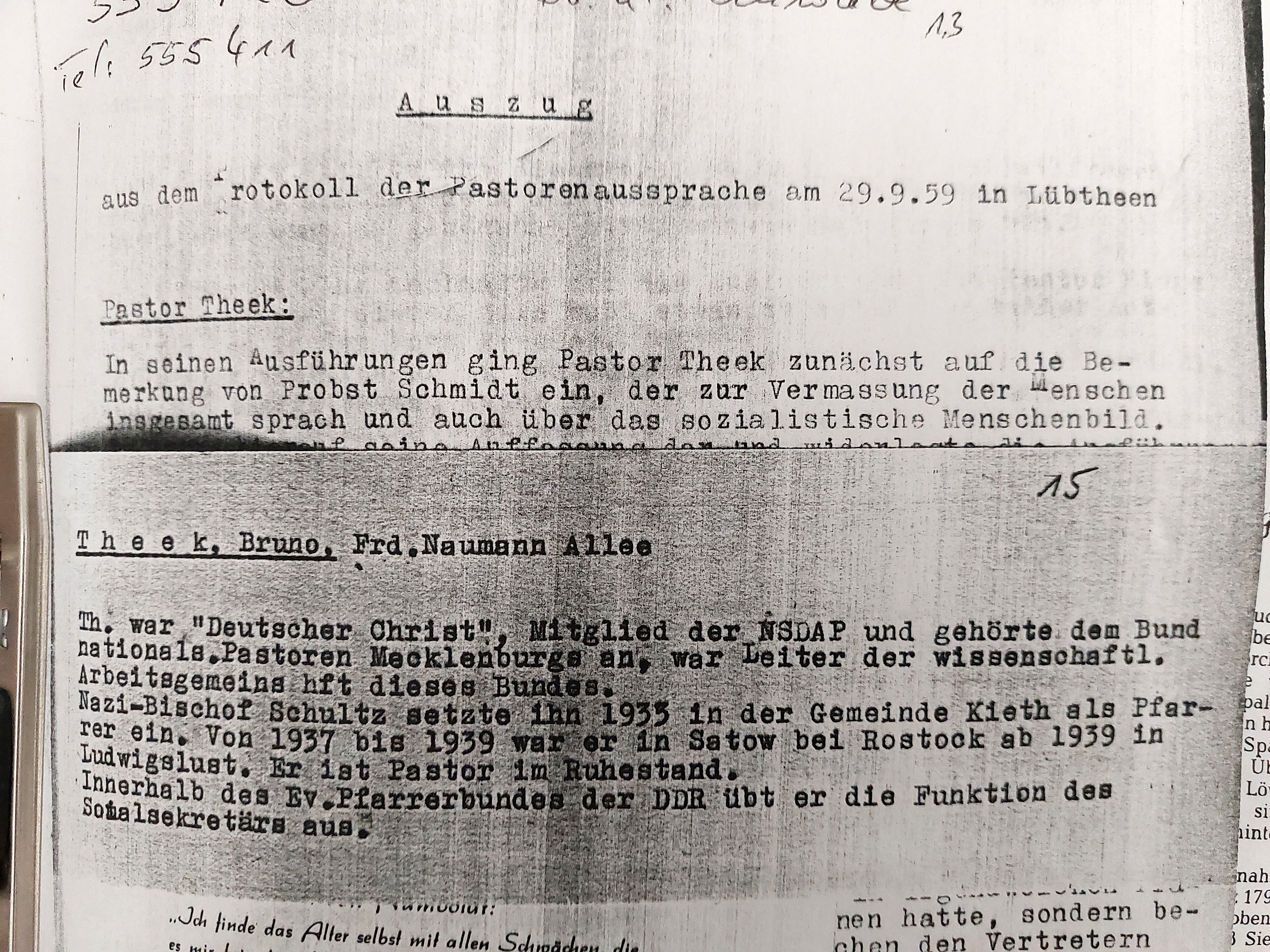
Dokument des Rates des Kreises Ludwigslust

## Ehrungen
- Ehrenbürger der Stadt Ludwigslust seit 1986
- Ehrenspange zum Vaterländischen Verdienstorden in Gold (1986)[6]
- Carl-von-Ossietzky-Medaille

## Publikationen
- SOS – Jugend am Kreuz. Notrufe aus der Großstadtunterwelt. 1926 (stand auf der „Liste des schädlichen und unerwünschten Schrifttums“ der Nationalsozialisten; Ausgaben davon wurden bei der Bücherverbrennung am 10. Mai 1933 in Berlin vernichtet) neu herausgegeben vom BS-Verlag Rostock, ISBN 978-3-89954-022-2
- KZ Dachau. Erlebnisbericht. 1945
- Keller, Kanzel und Kaschott. Lebensbericht eines Zeitgenossen. 1961 (Autobiografie)